# Bernardo Segura
Bernardo Segura Rivera (San Mateo Atenco, 11 febbraio 1970) è un ex marciatore messicano.

## Palmarès
| Anno | Manifestazione | Sede    | Evento       | Risultato | Prestazione | Note |
| ---- | -------------- | ------- | ------------ | --------- | ----------- | ---- |
| 1996 | Olimpiadi      | Atlanta | 20 km marcia | Bronzo    | 1h20'23     |      |
| 2000 | Olimpiadi      | Sydney  | 20 km marcia | dq        | dq          |      |
| 2004 | Olimpiadi      | Atene   | 20 km marcia | dnf       | dnf         |      |